# Domingo Eugenio Villafañe
Domingo Eugenio Villafañe, (La Rioja, Virreinato del Río de la Plata, 1781 -  ca. 1835) fue un estanciero, militar y político argentino que ejerció por corto tiempo el cargo de gobernador de la provincia de La Rioja.

## Las familias dominantes en La Rioja
Era uno de los terratenientes más poderosos de la actual provincia de La Rioja, con extensas posesiones en el norte de la misma, en la zona de Arauco.
Durante los últimos años del siglo XVIII y los primeros del siglo XIX, la política en La Rioja estuvo enteramente en manos de tres familias muy ricas que controlaban el cabildo y por ende, todos los recursos políticos: los Dávila, cuyos primogénitos llevaban el apellido Brizuela y Doria; los Ocampo, incluidos los Ortiz de Ocampo; y los Villafañe.
Apoyó la Revolución de Mayo en 1810 y el gobierno del coronel porteño Francisco Pantaleón de Luna.
Cuando en 1814, el gobierno pasó a Francisco Brizuela y Doria, su familia ocupó todos los puestos políticos, dejando fuera de los mismos a los otros grandes señores de La Rioja. Por esa razón, estas las familias de los Villafañe y los Ocampo se organizaron como partido de oposición.
En 1815, el gobierno de la provincia de Córdoba del cual dependía La Rioja, fue ocupado por el líder federal José Javier Díaz, elegido por los mismos cordobeses. Pero el pueblo de La Rioja no había participado en su elección, por lo cual el cabildo riojano declaró que desde el momento en que el gobierno cordobés no dependía de Buenos Aires, tampoco La Rioja dependía de Córdoba. 
En respuesta, los Villafañe se pronunciaron por el partido federal de Díaz, comenzando a conspirar en contra del gobierno local.

## Primer gobierno
En abril de 1816 estalló una sublevación de una parte del Ejército de los Andes, de guarnición en La Rioja: el capitán porteño José Caparrós reunió una asamblea popular. Ésta colocó en el mando a Domingo Villafañe, que de inmediato anunció que su gobierno dependía de la Intendencia de Córdoba. Por su parte, el cabildo emitió una serie de proclamas, en que acusaba al gobernador depuesto de tirano, y de varias clases de delitos.
Los Dávila – Brizuela y Doria pidieron ayuda al Congreso de Tucumán, donde el diputado Castro Barros pidió aplastar la revuelta. Sólo dos meses más tarde llegaba a La Rioja el coronel Alejandro Heredia al frente de un regimiento, para reponer a Brizuela y Doria. Éste depuso a Villafañe, pero solo arrestó a Caparrós. Escuchó con serenidad las razones de las dos partes y presentó un informe al Congreso.
Cuando Heredia se alejó, los Villafañe comenzaron nuevamente a conspirar. Pero pronto Díaz fue obligado a renunciar en Córdoba, y en su lugar asumió el directorial Ambrosio Funes. Rápidamente, Brizuela y Doria declaró que volvía a la dependencia de Córdoba, con lo que mostraba la hipocresía de su posición autonomista. De todos modos, en septiembre asumió el gobierno el general Francisco Ortiz de Ocampo, que hizo un gobierno de equilibrio entre las tres grandes familias.

## Segundo gobierno
Villafañe apoyó al partido de Ocampo durante la crisis que acompañó en La Rioja a la Anarquía del Año XX, y que terminaría con el reemplazo de las tres familias por otras nuevas, bajo el dominio de Facundo Quiroga emplazándose el centro del poder en la región de los Llanos. Villafañe se pronunció en contra de la nueva situación, y pasó varios años viajando por las provincias dominadas por los unitarios.
Estando en Córdoba tomó contacto con los amigos del exgobernador Díaz, que en 1820 había sido desplazado por Juan Bautista Bustos, y se unió al grupo opositor que éstos representaban. Por eso se pronunció por los unitarios de José María Paz en 1829. Participó en las campañas de las fuerzas unitarias contra los federales de las sierras de Córdoba y en La Rioja. Fue ascendido al grado de coronel.
Tras la derrota de Quiroga en la batalla de Oncativo, formó en las filas que – en junio de 1830 – invadieron La Rioja al mando de Lamadrid. En julio, una legislatura dificultosamente reunida por el general unitario nombró gobernador a Domingo Villafañe. Estaba enemistado con otra rama de los Villafañe, la del general Benito y de los coroneles Gaspar y Fernando Villafañe. Firmó con Paz y los otros gobernadores unitarios el tratado que establecía la Liga del Interior.
Toda su gobernación se dividió entre proveer de tropas al ejército de Paz, saquear los bienes de Facundo Quiroga y de los otros Villafañe y combatir contra varios caudillos menores, que se mantenían en armas en los departamentos del oeste. Finalmente en febrero de 1831 fue derrotado en Amilgancho por Tomás Brizuela, que tomó el gobierno para los federales.
Permaneció varios meses preso, y falleció a mediados de esa década.
Su hijo Domingo Antonio Villafañe fue gobernador unitario en 1861 y 1862, y combatió contra el Chacho Peñaloza, el mismo que lo había llevado al gobierno.